# Liste der Kulturdenkmale in Müssen
In der Liste der Kulturdenkmale in Müssen sind alle Kulturdenkmale der schleswig-holsteinischen Gemeinde Müssen (Kreis Herzogtum Lauenburg) aufgelistet (Stand: 10. März 2025).

## Legende
In den Spalten befinden sich folgende Informationen:
- Objekt-ID: die Nummer des Kulturdenkmales
- Lage: die Adresse des Kulturdenkmales und die geographischen Koordinaten. Kartenansicht, um Koordinaten zu setzen. In der Kartenansicht sind Kulturdenkmale ohne Koordinaten mit einem roten Marker dargestellt und können in der Karte gesetzt werden. Kulturdenkmale ohne Bild sind mit einem blauen Marker gekennzeichnet, Kulturdenkmale mit Bild mit einem grünen Marker.
- Offizielle Bezeichnung: Bezeichnung des Kulturdenkmales
- Beschreibung: die Beschreibung des Kulturdenkmales
- Bild: ein Bild des Kulturdenkmales

## Bauliche Anlagen
| Objekt-ID | Lage                                         | Offizielle Bezeichnung       | Beschreibung | Bild |
| --------- | -------------------------------------------- | ---------------------------- | --- | ---- |
| 23497     | Bergstraße 9 (53° 30′ 0″ N, 10° 33′ 39″ O)   | Wohnhaus                     | Wohnhaus; Ende 19./Anfang 20. Jh.; eingeschossiger Putzbau mit Kurzwalmdach und zweigeschossigem Fachwerkrisalit mit reichem Zierfachwerk - Begründung: geschichtlich, Kulturlandschaft prägend - Schutzumfang: gesamtes Objekt - Denkmaltyp: Bauliche Anlage | BW   |
| 23202     | Bergstraße 21 (53° 30′ 11″ N, 10° 33′ 46″ O) | Wohn- und Wirtschaftsgebäude | Backsteinhallenhaus; Ende 19. Jh.; Kurzwalmdach mit Pfannendeckung, Wohngiebel mit aufwendiger Backsteingliederung, Wirtschaftsgiebel mit Dieleneinfahrt; Baumreihe - Begründung: geschichtlich, städtebaulich, Kulturlandschaft prägend - Schutzumfang: Wohn- und Wirtschaftsgebäude, Baumreihe - Denkmaltyp: Bauliche Anlage                                                                            | BW   |
| 31023     | Dorfstraße 24 (53° 29′ 38″ N, 10° 33′ 45″ O) | Katharinen-Kapelle           | Katharinen-Kapelle; 1963, Architekt Gert Johannsen, dritter Preis Kapellenbauprogram 1961; backsteinsichtige Saalkirche/Kapelle auf Fünfeck-Grundriss mit überhöhtem Glockenturm und nordwestlich anschließender Sakristei; Einfriedung. - Begründung: geschichtlich, künstlerisch, städtebaulich, Kulturlandschaft prägend - Schutzumfang: Katharinen-Kapelle, Einfriedung - Denkmaltyp: Bauliche Anlage | BW   |

## Quelle
- Liste der Kulturdenkmale in Schleswig-Holstein – Herzogtum Lauenburg (PDF)

- Karte mit allen Koordinaten:
- OSM |
- WikiMap